# Henri Weber
Henri Weber (Khujand, 23 giugno 1944 – Avignone, 26 aprile 2020) è stato un politico francese.

## Biografia
Nato in URSS, nell'odierno Tagikistan, da genitori ebrei, fu uno dei protagonisti del Maggio francese, cavalcando posizioni trozkiste nella Jeunesse communiste révolutionnaire. 
In seguitò entrò nel Partito Socialista francese. Fu europarlamentare per tre mandati (nel 1997, poi tra il 2004 e il 2009, infine tra il 2009 e il 2014).
Weber è morto nell'aprile del 2020 all'età di 75 anni, vittima della Pandemia di COVID-19.